# Clara Haskil
Clara Haskil (ur. 7 stycznia 1895 w Bukareszcie, zm. 7 grudnia 1960 w Brukseli) – rumuńska pianistka.

## Życiorys
Haskil pochodziła z wywodzącej się z Hiszpanii rodziny żydowskiej, w której mocno zakorzenione były tradycje muzyczne. Jej ciotką była Clara Moscona, wyróżniająca się i nagradzana pianistka, zmarła w wieku 20 lat; starsza siostra Jeanne była skrzypaczką, młodsza, Lili – pianistką. Clara w dzieciństwie uczyła się gry na skrzypcach i na fortepianie; z powodu ciężkiej choroby nie mogła zostać skrzypaczką i kontynuowała jedynie studia pianistyczne. W wieku 6 lat potrafiła zagrać ze słuchu i transponować każdą melodię, co spowodowało, że wiedeński pianista Anton Door wyraził się o niej: „To dziecko jest cudem”. Od 1903 uczyła się u Richarda Roberta i jako 10-latka odniosła sukces wykonaniem Koncertu fortepianowego A-dur KV 488 Mozarta; wkrótce dała także recital solowy (1905). W 1906 została przyjęta do Konserwatorium paryskiego, zrobiwszy wielkie wrażenie na ówczesnym jego rektorze Gabrielu Fauré wykonaniami jego utworów. Studiowała u Alfreda Cortota, który po trzech miesiącach stwierdził, że opanowała roczny materiał i niczego więcej nie będzie w stanie jej nauczyć. W 1910 jako 15-latka ukończyła studia uzyskując pierwszą nagrodę. W 1911 Ferruccio Busoni zachwycony grą Haskil zaproponował jej studia u siebie, lecz nie skorzystała z tej możliwości. W 1912 Ignacy Jan Paderewski podziwiał jej grę i sugerował odbycie tournée po Ameryce.
Plany studiów i występów Haskil pokrzyżowała choroba (poważne skrzywienie kręgosłupa), która wyłączyła ją z aktywności na 4 lata. Ponownie pojawiła się na estradzie w 1921. W 1924 występowała w Stanach Zjednoczonych i w Kanadzie, w 1926 po raz pierwszy w Londynie. W 1927 ponownie występowała w Stanach Zjednoczonych z towarzyszeniem orkiestry pod batutą Leopolda Stokowskiego oraz wykonując razem z Eugènem Ysaÿe wszystkie sonaty skrzypcowe Beethovena.
W latach 1927–1949 mieszkała w Paryżu. Zmuszona do ucieczki przed hitlerowcami przeniosła się na pewien czas do Marsylii, a po zajęciu Francji Vichy do Szwajcarii. W czasie pobytu w Marsylii przeszła operację usunięcia guza mózgu, który powodował ciężkie migreny i stopniową utratę wzroku.
Po II wojnie światowej przyjęła obywatelstwo szwajcarskie i w 1949 zamieszkała w Genewie. W tym czasie kariera Haskil rozwinęła się ponownie. Występowała z orkiestrami kierowanymi przez Ernesta Ansermeta, Pierre'a Monteux, Leopolda Stokowskiego, Josepha Keilbertha, Igora Markevitcha, Sergiu Celibidache, Ferenca Fricsaya, Rafaela Kubelíka, Carla Marię Giuliniego i Herberta Karajana. Stałym partnerem koncertowym Haskil był skrzypek Arthur Grumiaux. Wykonywała w tym czasie muzykę m.in. Scarlattiego, Mozarta, Beethovena, Chopina, Schumanna, Schuberta, Liszta, Skriabina, Debussy'ego, Ravela, de Falli, Rachmaninowa, Hindemitha. Odznaczona została Legią Honorową.
Zmarła w wyniku nieszczęśliwego upadku. Została pochowana w Paryżu na Cmentarzu Montparnasse.

## Opinie
Charlie Chaplin, który przyjaźnił się z Haskil w czasach gdy mieszkała w Szwajcarii uważał ją za „jedną z trzech genialnych osób, które spotkał w swoim życiu”. Rosyjska pianistka Tatjana Nikołajewa określiła Haskil jako „najwspanialszą wykonawczynię Mozarta (jaką słyszała) w swoim życiu”.